# Eupithecia sporadica
Eupithecia sporadica là một loài bướm đêm trong họ Geometridae.